# Trolleybus de Teplice
Le trolleybus de Teplice compte neuf lignes desservant la ville et station thermale de Teplice en République tchèque.

## Réseau actuel

### Aperçu général
- 1: NOVÁ VES − (Třešňovka) − Benešovo náměstí − Plavecká hala − Šanov II − SOMET
- 2: ŘETENICE, TOLSTÉHO − Nemocnice − Benešovo náměstí − Trnovany − ANGER
- 3: ŠANOV I LÁZNĚ − Pražská − Benešovo náměstí − Hlavní nádraží − Trnovany − Šanov II − PANORAMA/PANORAMA − Šanov II − Masarykova − Hlavní nádr. − Benešovo nám. − Pražská − ŠANOV I LÁZNĚ
- 4 PANORAMA − Plavecká hala − Benešovo nám. − Nemocnice − (ŘETENICE, TOLSTÉHO)
- 5: ŘETENICE, TOLSTÉHO − Nemocnice − Benešovo náměstí − Trnovany − ŠANOV II
- 7: ŘETENICE, TOLSTÉHO − Nemocnice − Benešovo náměstí − Pražská − PROSETICE
- 10: NOVÁ VES − Benešovo náměstí − Trnovany − ANGER
- 11: NOVÁ VES – Třešňovka – Nemocnice –Benešovo náměstí − Trnovany − Šanov II – PANORAMA

### Matériel roulant
| Photo | Modèle               | Quantité |
| ----- | -------------------- | -------- |
|       | Škoda 14Tr           | 13       |
|       | Škoda 15Tr           | 2        |
|       | Škoda 24Tr Irisbus   | 7        |
|       | Škoda 25TrBT Irisbus | 2        |
|       | Škoda 26Tr Solaris   | 6        |
|       | Škoda 28Tr Solaris   | 6        |
|       | SOR TN 12 A          | 1        |